# Banda Marcial Heitor Villa Lobos
Banda Marcial Heitor Villa Lobos é uma banda marcial brasileira. Foi criada em 26 de junho de 1991, por pessoas ligadas à Escola João Pessoa Guerra, no município de Igarassu. Tornou-se conhecida regionalmente, recebendo várias honrarias.
Teve como seu primeiro regente o aluno Antonio Carlos.
Em 27 de setembro de 1991, participou do desfile cívico municipal, com um fardamento simples, doado por um ex-político local. Com o crescimento do grupo, decidiram fundar uma ONG, para facilitar a capitação de recursos financeiros e gerenciamento dos trabalhos. A nova entidade foi denominada Sociedade Cultural de Igarassu. A partir de 1996, firmou convênio com a prefeitura municipal, através do projeto Musico Cidadão e a criação da Escola Municipal de Música Maestro Heitor Villa Lobos, onde a banda capacitaria, através da musica e noções de cidadania, crianças e jovens em situação de risco social das comunidades carentes do município.
Além da escola João Pessoa Guerra, com a qual a banda ainda mantém profundos vínculos, também recebe alunos das escolas Escola Desembargador Carlos Xavier Paes Barretto, Escola Santos Cosme e Damião, Escola Aderbal Jurema, Eurico Pfisterer, entre outras. Hoje a banda é dirigida pelo professor Carlos Barrêtto, que além de diretor da banda, é vice-presidente da Associação de bandas, fanfarras e regentes de Pernambuco (ARBANFARE/PE) e da Confederação Norte e Nordeste de bandas e Fanfarras. É ainda regida pelo maestro Paulo Lira.
Em 2005, foi representou Pernambuco no Concurso Norte-Nordeste, e foi campeã do Concurso Nacional de Bandas e Fanfarras, realizado em Campo Grande/MS, e organizado pela Rede Globo.